# 6696 Eubanks
6696 Eubanks è un asteroide della fascia principale. Scoperto nel 1986, presenta un'orbita caratterizzata da un semiasse maggiore pari a 2,6757348 UA e da un'eccentricità di 0,1941189, inclinata di 1,73749° rispetto all'eclittica.